# Gonzalagunia discolor
Gonzalagunia discolor är en måreväxtart som beskrevs av Paul Carpenter Standley. Gonzalagunia discolor ingår i släktet Gonzalagunia och familjen måreväxter.
Artens utbredningsområde är Colombia.

## Underarter
Arten delas in i följande underarter:
- G. d. danielis
- G. d. discolor